# Ухоботов, Лев Леонидович
Лев Леонидович Ухоботов (род. 29 июля 1933 года, Нижний Новгород) — советский архитектор, заслуженный архитектор Казахской ССР (1970). Лауреат Государственной премии СССР (1971).

## Биография
Родился в Нижнем Новгороде в семье врачей, Леонида Алексеевича и Софии Павловны Ухоботовых. Сестра — Лия Леонидовна Ухоботова (1931—2015), педагог Горьковской хоровой капеллы мальчиков, теоретик, композитор.
В 1957 году окончил институт живописи, скульптуры и архитектуры в Ленинграде (ныне Санкт-Петербург). дипломная работа — «Город-спутник „Отрадное“ на 50000 жителей», руководитель профессор Е. А. Левинсон.
В 1957—1963 работал в Новокузнецке (автор проекта центрального парка).
С 1963 года проживал в г. Алма-Ате и работал в проектном институте (проектировщик, руководитель группы, начальник отдела, в 1970—71 годах — главный архитектор института). Разработал общую концепцию и планировку Дворца им. В. И. Ленина в Алма-Ате (после 1991 — Дворец Республики). Выступил автором проектов планировки нескольких новых городов Казахстана (Джезказган, Туркестан, Чилик и др.). Спроектировал загородный дом приемов в Кокчетаве.
Впоследствии переехал в Москву. По состоянию на 2021 год — член Союза московских архитекторов, Союза архитекторов России.

## Проекты и постройки
- Проект Центрального парка г. Новокузнецка
- Дворец им. В. И. Ленина (Алма-Ата), совместно с архитекторами Н. И. Рипинским, Ю. Г. Ратушным (1970, Государственная премия СССР).
- Гостиница «Казахстан» (Алма-Ата)[8]
- Проекты планировки новых городов Казахстана — Джезказган, Туркестан, Чилик (совр. Шелек) и др.
- Загородный дом приемов в Кокчетаве